# وكالات الاتحاد الأوروبي
وكالات الاتحاد الأوروبي (رسميًا: الوكالات والهيئات المستقلة اللامركزية والهيئات الاعتبارية والمشروعات المشتركة بين الاتحاد الأوروبي ويوراتوم) هي هيئات تابعة للاتحاد الأوروبي والجماعة الأوروبية للطاقة الذرية تم تأسيسها كشخصيات اعتبارية من خلال تشريعات ثانية للاتحاد الأوروبي وهي مكلفة بمهمة محددة بمجال عمل محدود. وتلعب هذه الوكالات دور حيوي في تعزيز التكامل والتعاون بين الدول الأعضاء، وتمثل الأجهزة والمؤسسات المتخصصة التي تساهم في تنفيذ سياسات الاتحاد الأوروبي.

## خلفية تاريخية
أقدم الوكالات اللامركزية الحالية هي وكالة توريد يوراتوم (الجماعة الأوروبية للطاقة الذرية)، والتي تأسست عام 1960. على أساس معاهدة يوراتوم تم إنشاء الوكالات الأولى في منطقة المجموعة الاقتصادية الأوروبية، وبالتالي معاهدة روما عام 1975. وكانت أول الوكالات هي "التدريب المهني داخل الاتحاد الأوروبي" و "ظروف المعيشة والعمل". يهدف القانون الأوروبي الموحد، الذي دخل حيز التنفيذ في عام 1987، إلى تكامل السوق الداخلية بحلول عام 1992. ولتنفيذ ذلك، تم إنشاء العديد من الوكالات خلال التسعينيات. تم إنشاء معظم الوكالات (اعتبارًا من 2021) من عام 2000 إلى عام 2010.
تم إنشاء الوكالات مع ظهور الاحتياجات الخاصة. تم إنشاء عدد كبير منها كاستجابة للأزمات. فعلى سبيل المثال، تم إنشاء وكالات في القطاع المالي مثل الإشراف المصرفي) والإشراف على التأمين و الإشراف على الأوراق المالية و إعادة التنظيم المصرفي، استجابة للأزمة المالية لعام 2008. الأمر نفسه ينطبق على في مجال اللجوء وفرونتكس في منطقة مراقبة الحدود. تأسست الوكالة الأوروبية للرقابة على مصايد الأسماك التي تعمل في مجال مراقبة مصايد الأسماك، في عام 2005 بناءً على طلب الصيادين وصناعة الصيد. تم إنشاء معظم الوكالات كهيئات جديدة، بهدف تولي المسؤوليات التي كانت حتى ذلك الحين مملوكة للجنة و / أو الدول الأعضاء. كان من دواعي سرور الهيئة أن تبرر إبداعاتها بالطبيعة الفنية للمهام أو رغبات الكفاءة والمرونة وفرص أفضل لخلق بيئات مهنية. اتبعت بعض الوكالات، مثل وكاة الشرطة الاوروبية يوروبول ووكالات الإشراف المالي، الهيئات متعددة الجنسيات على المستوى الأوروبي.
باستثناء وكالة إعادة الإعمار في يوغوسلافيا، لم يتم إغلاق أي من هذه الوكالات. اقترحت المفوضية الأوروبية عمليات إغلاق، لكن لم تتم الموافقة عليها من قبل البرلمان الأوروبي والمجلس الأوروبي. الوضع مختلف بالنسبة للهيئات الإدارية، ويحق للمفوضية إغلاقها دون موافقة المؤسسات الأخرى، وقد أعادت نشر مسؤوليات هذه الوكالات بشكل متكرر.

## لمحة عامة
على النقيض من هيئات الاتحاد الأوروبي الأخرى التي تم إنشاؤها من خلال تشريعات ثانوية، يوجد أكثر من 50 كيان يحمل شخصيته الاعتبارية الممنوحة بموجب قانون الاتحاد الأوروبي، والمعترف بها عبر الاتحاد الأوروبي، وفي بعض الحالات، أيضاً عبر دول المنطقة الاقتصادية الأوروبية وسويسرا وصربيا وأوكرانيا والمملكة المتحدة وتركيا. ومع ذلك، في العلاقات مع دول أخرى خارج الاتحاد الأوروبي، لا يتم الاعتراف بها بشكل عام ككيانات مستقلة، وبالتالي فهي تعتبر جزء من الشخصية القانونية للاتحاد الأوروبي أو الجماعة الأوروبية للطاقة الذرية.
تكلفت بعض الوكالات والهيئات المستقلة اللامركزية والمشاريع المشتركة بين الاتحاد الأوروبي والجماعة الأوروبية للطاقة الذرية بالإجابة على الحاجة إلى تطوير المعرفة العلمية أو التقنية في مجالات معينة، والبعض الآخر يجمع مجموعات المصالح المختلفة لتسهيل الحوار على المستوى الأوروبي والدولي.

### الاختلاف
وكالات الاتحاد الأوروبي مختلفة عن المؤسسات الاوروبية الاخرى مثل حيث أن المؤسات الاوروبية تكون في عدة مستويات تنفيذية مثل:
- المؤسسات ذات الشخصية الاعتبارية في القانون الدولي من خلال التشريعات الأساسية (المعاهدات)، إما كمؤسسة تابعة للاتحاد الأوروبي (البنك المركزي الأوروبي) أو هيئة من نوع آخر في الاتحاد الأوروبي (مثل كيانات مجموعة بنك الاستثمار الأوروبي، أو معهد الجامعة الأوروبية  [لغات أخرى]‏)
- مؤسسات الاتحاد الأوروبي
- هيئات الاتحاد الأوروبي الأخرى التي تفتقر إلى الشخصية الاعتبارية، بما في ذلك الهيئات الاستشارية  [لغات أخرى]‏، والمكاتب المستقلة التي يشغلها شخص واحد (أمين المظالم الأوروبي، ومشرف حماية البيانات الأوروبي)، والخدمات المشتركة بين مؤسسات الاتحاد الأوروبي، بغض النظر عما إذا تم إنشاؤها من خلال معاهدة أو تشريعات ثانوية.
- الأشكال التنظيمية لعموم الاتحاد الأوروبي والتي لا تُعتبر هيئات مكونة للاتحاد الأوروبي أو يوراتوم، بغض النظر عما إذا كانت تمتلك شخصية اعتبارية مثل التحالف الأوروبي للبنية التحتية للبحوث  [لغات أخرى]‏ والأحزاب السياسية الأوروبية، أو عدم وجودها مثل تجمعات المصالح الاقتصادية الأوروبية  [لغات أخرى]‏

## الوكالات الحالية
الوكالات الحالية مقسمة إلى المجموعات التالية:

### وكالات الاتحاد الأوروبي اللامركزية
تعتبر وكالات الاتحاد الأوروبي، هيئات متخصصة تم إنشاؤها لتقديم المشورة للمؤسسات والدول الأعضاء في المجالات التي تؤثر على كل شخص يعيش في الاتحاد. هذه الوكالات متواجدة في الدول الأعضاء في جميع أنحاء الاتحاد الأوروبي، وتقدم الخدمات والمعلومات والمعرفة. تبلغ الميزانية الإجمالية لجميع الوكالات اللامركزية حوالي 0.8٪ من الميزانية السنوية للاتحاد الأوروبي.

#### وكالات السوق الموحدة
| الاسم الرسمي                                   | الاختصار  | المقر                                | دولة عضو                 | التأسيس | الأعضاء والمراقبون |
| ---------------------------------------------- | --------- | ------------------------------------ | ------------------------ | ------- | --- |
| الوكالة الأوروبية للسلامة والصحة في العمل      | EU-OSHA   | بلباو                                | إسبانيا                  | 1994    | الأعضاء: دول الاتحاد الأوروبي والمفوضية الأوروبية |
| المركز الأوروبي لتطوير التدريب المهني          | Cedefop   | سالونيك                              | اليونان                  | 1975    | الأعضاء: دول الاتحاد الأوروبي المراقبون: آيسلندا والنرويج |
| المؤسسة الأوروبية لتحسين ظروف المعيشة والعمل   | EUROFOUND | دبلن                                 | أيرلندا                  | 1975    | الأعضاء: دول الاتحاد الأوروبي والمفوضية الأوروبية المراقبون: رابطة التجارة الحرة الأوروبية |
| الوكالة الأوروبية للبيئة                       | EEA       | كوبنهاغن                             | الدنمارك                 | 1994    | الأعضاء: دول الاتحاد الأوروبي وآيسلندا وليختنشتاين والنرويج وسويسرا وتركيا المشاركون: ألبانيا والبوسنة والهرسك ومقدونيا الشمالية والجبل الأسود وصربيا                                                           |
| مؤسسة التدريب الأوروبية                        | ETF       | تورينو                               | إيطاليا                  | 1994    | الأعضاء: دول الاتحاد الأوروبي والمفوضية الأوروبية |
| وكالة الأدوية الأوروبية                        | EMA       | أمستردام (منذ 2019) لندن (1995–2019) | هولندا · المملكة المتحدة | 1995    | الأعضاء: دول الاتحاد الأوروبي والمفوضية الأوروبية والبرلمان الأوروبي المراقبون: آيسلندا وليختنشتاين والنرويج |
| مكتب الاتحاد الأوروبي للملكية الفكرية          | EUIPO     | لقنت                                 | إسبانيا                  | 1994    | الأعضاء: دول الاتحاد الأوروبي والمفوضية الأوروبية |
| مكتب التنوع النباتي المجتمعي                   | CPVO      | أنجيه                                | فرنسا                    | 1994    | الأعضاء: دول الاتحاد الأوروبي والمفوضية الأوروبية |
| مركز الترجمة لهيئات الاتحاد الأوروبي           | CdT       | مدينة لوكسمبورغ                      | لوكسمبورغ                | 1994    | الأعضاء: دول الاتحاد الأوروبي والمفوضية الأوروبية |
| الهيئة الأوروبية لسلامة الأغذية                | EFSA      | بارما                                | إيطاليا                  | 2002    | الأعضاء: دول الاتحاد الأوروبي المراقبون: المفوضية الأوروبية وآيسلندا والنرويج وسويسرا |
| وكالة السلامة البحرية الأوروبية                | EMSA      | لشبونة                               | البرتغال                 | 2002    | الأعضاء: دول الاتحاد الأوروبي والمفوضية الأوروبية وآيسلندا والنرويج |
| وكالة سلامة الطيران الأوروبية                  | EASA      | كولونيا                              | ألمانيا                  | 2003    | الأعضاء: دول الاتحاد الأوروبي والمفوضية الأوروبية وآيسلنداوليختنشتاين والنرويج وسويسرا المراقبون: ألبانيا والبوسنة والهرسك ومقدونيا الشمالية والجبل الأسود وصربيا وبعثة الأمم المتحدة للإدارة المؤقتة في كوسوفو |
| المركز الأوروبي للوقاية من الأمراض             | ECDC      | ستوكهولم                             | السويد                   | 2005    | الأعضاء: دول الاتحاد الأوروبي والمفوضية الأوروبية والبرلمان الأوروبي المراقبون: آيسلندا وليختنشتاين والنرويج |
| وكالة الاتحاد الأوروبي لبرنامج الفضاء          | EUSPA     | براغ                                 | جمهورية التشيك           | 2021    | الأعضاء: دول الاتحاد الأوروبي والمفوضية الأوروبية المراقبون: النرويج ووكالة الفضاء الأوروبية |
| وكالة الاتحاد الأوروبي للسكك الحديدية          | ERA       | فالنسيان وليل                        | فرنسا                    | 2004    | الأعضاء: دول الاتحاد الأوروبي والمفوضية الأوروبية والنرويج |
| الوكالة الأوروبية لمراقبة مصايد الأسماك        | EFCA      | فيغو                                 | إسبانيا                  | 2005    | الأعضاء: دول الاتحاد الأوروبي والمفوضية الأوروبية |
| الوكالة الأوروبية للمواد الكيميائية            | ECHA      | هلسنكي                               | فنلندا                   | 2007    | الأعضاء: دول الاتحاد الأوروبي والمفوضية الأوروبية والبرلمان الأوروبي المراقبون: آيسلنداوالنرويج |
| هيئة المنظمين الأوروبيين للاتصالات الإلكترونية | BEREC     | ريغا                                 | لاتفيا                   | 2010    | الأعضاء: دول الاتحاد الأوروبي والمفوضية الأوروبية |
| وكالة الاتحاد الأوروبي لتعاون منظمي الطاقة     | ACER      | ليوبليانا                            | سلوفينيا                 | 2009    | |
| هيئة العمل الأوروبية                           | ELA       | براتيسلافا                           | سلوفاكيا                 | 2019    | الأعضاء: دول الاتحاد الأوروبي والمفوضية الأوروبية والبرلمان الأوروبي |

#### وكالات سياسة الأمن المشترك والدفاع
| الاسم الرسمي                           | الاختصار | المقر            | دولة عضو | التأسيس | الأعضاء والمراقبون                                                    |
| -------------------------------------- | -------- | ---------------- | -------- | ------- | --------------------------------------------------------------------- |
| وكالة الدفاع الأوروبية                 | EDA      | بروكسل           | بلجيكا   | 2004    | الأعضاء: دول الاتحاد الأوروبي؛ المفوضية الأوروبية. المشاركون: النرويج |
| المعهد الأوروبي للدراسات الأمنية       | EUISS    | باريس            | فرنسا    | 2001    |                                                                       |
| مركز الاتحاد الأوروبي للأقمار الصناعية | ساتسين   | توريخون دي أردوز | إسبانيا  | 2002    |                                                                       |

#### أجهزة مجال الحرية والأمن والعدالة
| الاسم الرسمي                                                                     | الاختصار | المقر                                  | دولة عضو                                     | التأسيس | الأعضاء والمراقبون                                                                             |
| -------------------------------------------------------------------------------- | -------- | -------------------------------------- | -------------------------------------------- | ------- | ---------------------------------------------------------------------------------------------- |
| وكالة الاتحاد الأوروبي للتدريب على تطبيق القانون                                 | CEPOL    | بودابست (منذ 2014) برامشيل (2005-2014) | المجر (منذ 2014) المملكة المتحدة (2005-2014) | 2005    | الأعضاء: دول الاتحاد الأوروبي باستثناء الدنمارك. المشاركون: آيسلندا والنرويج وسويسرا           |
| وكالة الاتحاد الأوروبي للتعاون في مجال إنفاذ القانون                             | Europol  | لاهاي                                  | هولندا                                       | 1998    | الأعضاء: دول الاتحاد الأوروبي                                                                  |
| وكالة الاتحاد الأوروبي للتعاون في مجال العدالة الجنائية                          | Eurojust | لاهاي                                  | هولندا                                       | 2002    | الأعضاء: دول الاتحاد الأوروبي                                                                  |
| وكالة الاتحاد الأوروبي للإدارة التشغيلية لأنظمة تكنولوجيا المعلومات واسعة النطاق | eu-LISA  | تالين                                  | إستونيا                                      | 2012    |                                                                                                |
| الوكالة الأوروبية لحرس الحدود والسواحل                                           | Frontex  | وارسو                                  | بولندا                                       | 2016    | الأعضاء: دول الاتحاد الأوروبي باستثناء أيرلندا ودول منطقة شنغن غير الأعضاء في الاتحاد الأوروبي |
| المركز الأوروبي لرصد المخدرات والإدمان                                           | EMCDDA   | لشبونة                                 | البرتغال                                     | 1993    | الأعضاء: دول الاتحاد الأوروبي والمفوضية الأوروبية والبرلمان الأوروبي والنرويج المراقبون: تركيا |
| وكالة الاتحاد الأوروبي للأمن السيبراني                                           | ENISA    | أثينا                                  | اليونان                                      | 2005    | الأعضاء: دول الاتحاد الأوروبي                                                                  |
| وكالة الاتحاد الأوروبي للجوء                                                     | EUAA     | فاليتا                                 | مالطا                                        | 2011    |                                                                                                |
| المعهد الأوروبي للمساواة بين الجنسين                                             | EIGE     | فيلنيوس                                | ليتوانيا                                     | 2007    | الأعضاء: دول الاتحاد الأوروبي                                                                  |
| وكالة الحقوق الأساسية                                                            | FRA      | فيينا                                  | النمسا                                       | 2007    | الأعضاء: دول الاتحاد الأوروبي والمفوضية الأوروبية ومجلس أوروبا                                 |

#### السلطات الإشرافية على نظام الرقابة المالية
| الاسم الرسمي                               | الاختصار | المقر                             | دولة عضو                                      | التأسيس | الأعضاء والمراقبون |
| ------------------------------------------ | -------- | --------------------------------- | --------------------------------------------- | ------- | ------------------ |
| الهيئة المصرفية الأوروبية                  | EBA      | باريس (منذ 2019) لندن (2011-2019) | فرنسا (منذ 2019) · المملكة المتحدة 2011-2019) | 2011    | [ 38 ]             |
| هيئة الأوراق المالية والأسواق الأوروبية    | ESMA     | باريس                             | فرنسا                                         | 2011    | [ 39 ]             |
| الهيئة الأوروبية للتأمين والمعاشات المهنية | EIOPA    | فرانكفورت                         | ألمانيا                                       | 2011    | [ 40 ]             |

#### هيئات الاتحاد المصرفي (آلية القرار الواحد)
| الاسم الرسمي       | اختصار | المقر  | دولة عضو | التأسيس | الأعضاء والمراقبون        |
| ------------------ | ------ | ------ | -------- | ------- | ------------------------- |
| مجلس القرار الواحد | SRB    | بروكسل | بلجيكا   | 2015    | دول منطقة اليورو وبلغاريا |

### الوكالات التنفيذية للاتحاد الأوروبي
الوكالات التنفيذية هي وكالات تقوم المفوضية الأوروبية بإنشائها لفترة محددة.
| الاسم الرسمي                                                          | اختصار | موقع    | التأسيس |
| --------------------------------------------------------------------- | ------ | ------- | ------- |
| مركز كفاءة الأمن السيبراني الأوروبي                                   | ECCC   | بوخارست | 2018    |
| مجلس الابتكار الأوروبي والوكالة التنفيذية للمؤسسات الصغيرة والمتوسطة ‏ | EISMEA | بروكسل  | 2004    |
| الوكالة التنفيذية الأوروبية للتعليم والثقافة ‏                         | EACEA  | بروكسل  | 2006    |
| الوكالة التنفيذية الأوروبية للمناخ والبنية التحتية والبيئة ‏           | CINEA  | بروكسل  | 2021    |
| الوكالة التنفيذية للأبحاث الأوروبية                                   | REA    | بروكسل  | 2003    |
| مجلس البحوث الأوروبي                                                  | ERCEA  | بروكسل  | 2007    |
| الوكالة التنفيذية الأوروبية للصحة والرقمنة ‏                           | HaDEA  | بروكسل  | 2021    |

## هيئات تشريعية ثانوية مستقلة لامركزية
تتضمن هذه القائمة الهيئتين اللامركزيتين بخلاف الوكالات، التي تم إنشاؤها كشخصيات اعتبارية في الاتحاد الأوروبي من خلال التشريع الثانوي للاتحاد الأوروبي/الجماعة الأوروبية للطاقة الذرية.
| الاسم الرسمي                          | الاختصار | المقر           | دولة عضو  | الأعضاء والمنتسبون |
| ------------------------------------- | -------- | --------------- | --------- | --- |
| المعهد الأوروبي للابتكار والتكنولوجيا | EIT      | بودابست         | المجر     | الأعضاء: دول المنطقة الاقتصادية الأوروبية وسويسرا المنتسبين: المملكة المتحدة |
| مكتب المدعي العام الأوروبي            | EPPO     | مدينة لوكسمبورغ | لوكسمبورغ | الأعضاء: النمسا وبلجيكا وبلغاريا وكرواتيا وقبرص وجمهورية التشيك وإستونيا وفنلندا وفرنسا وألمانيا واليونان وإيطاليا ولاتفيا وليتوانيا ولوكسمبورغ ومالطا وهولندا والبرتغال ورومانيا وسلوفاكيا وسلوفينيا وإسبانيا |

## الهيئات الاعتبارية الأخرى التابعة للقانون الثانوي
تشمل القائمة الهيئتين المتبقيتين بخلاف الوكالات أو الهيئات اللامركزية أو المشاريع المشتركة، التي تم إنشاؤها كشخصيات اعتبارية في الاتحاد الأوروبي من خلال التشريع الثانوي للاتحاد الأوروبي/الجماعة الأوروبية للطاقة الذرية.
| الاسم الرسمي                                                  | اختصار | المقر  | دولة عضو | التأسيس |
| ------------------------------------------------------------- | ------ | ------ | -------- | ------- |
| مجلس حماية البيانات الأوروبي                                  | EDPB   | بروكسل | بلجيكا   | 2018    |
| سلطة الأحزاب السياسية الأوروبية والمؤسسات السياسية الأوروبية ‏ | APPF   | بروكسل | بلجيكا   | 2014    |

## التعهدات المشتركة
التعهدات المشترك هو مؤسسات اعتبارية وهيئات فرعية تابعة للاتحاد الأوروبي أو يوراتوم، تم إنشاؤه من خلال اتفاقية بين المفوضية الأوروبية والدول الأعضاء المشاركة ومجال معين ضمن الصناعة الأوروبية وذلك بهدف تنفيذ مشروع مشترك بين القطاعين العام والخاص

### الاتحاد الأوروبي
| الاسم الرسمي                                                    | الاختصار |
| --------------------------------------------------------------- | -------- |
| التعهد المشترك للصناعات الحيوية ‏                                | BBI      |
| كلين سكاي                                                       | CS       |
| التعهد المشترك للمكونات والأنظمة الإلكترونية للقيادة الأوروبية ‏ | ECSEL    |
| التعهد المشترك لخلايا الوقود والهيدروجين ‏                       | FCH      |
| التعهد الأوروبي المشترك للحوسبة عالية الأداء                    | EuroHPC  |
| مبادرة الأدوية المبتكرة ‏                                        | IMI      |
| أبحاث إدارة الحركة الجوية في سماءأوروبا الواحدة ‏                | SESAR    |
| Shift2Rail ‏                                                     | S2R      |

### وكالات يوراتوم
| الاسم رسمي                | الاختصار |
| ------------------------- | -------- |
| فيوجن للطاقة ‏             | F4E      |
| الحلقة الأوروبية المشتركة | JET      |

| الاسم الرسمي                                 | اختصار | المقر           |
| -------------------------------------------- | ------ | --------------- |
| وكالة توريد الجماعة الأوروبية للطاقة الذرية ‏ | ESA    | مدينة لوكسمبورغ |

## انظر ايضا
- نظام معلومات شنغن
- تكامل أوروبي
- عقيدة ميروني
- وكالة تنظيمية
- الاقتصاد الدستوري

## الملاحظات
1. 1 2 3 4  مع انسحاب المملكة المتحدة من الاتحاد الأوروبي، قرر الاتحاد في 20 نوفمبر 2017 نقل الوكالات التي مقرها لندن إلى أمستردام وباريس.[11]
2. ↑  مكتب التنسيق في السوق الداخلي سابقاً
3. ↑  OHIM سابقاً